# Падсвиле
Падсвиле или Подсвиље (блр. Падсвілле; рус. Подсвилье; пољ. Podświle) насељено је место са административним статусом варошице (городской посёлок) у северозападном делу Републике Белорусије, односно у западном делу Витепске области. Административно је део Глибочког рејона. 
Према проценама из 2014. у вароши је живело 2.100 становника.

## Географија
Варошица је смештена на обалама два мала језера (Алојзберг и Бело), у западном делу Глибочког рејона, на око 25 км западно од града Глибокаје. Кроз насеље пролази важна железничка линија на релацији Маладзечна— Полацк. 

## Историја
Насеље се први пут помиње 1793. као малено село у границама Дизњенског округа тадашње Велике Кнежевине Литваније. На значају почиње да добија са градњом железнице која је повезивала градове Маладзечна и Полацк, а која је пролазила кроз ово насеље (крајем XIX века). 
У периоду 1921—1939. налазио се у границама Пољске, а потом је постао делом Белоруске ССР. У периоду 1950—1962. насеље је било центром Плиског рејона, након чега је постало делом Глибочког рејона. Администартивни статус вароши има од 1958. године. 

## Демографија
Према процени из 2014. у вароши је живело 2.100 становника.
| 1979. | 1989. | 1999. | 2009. | 2014. |
| ----- | ----- | ----- | ----- | ----- |
| ---   | ---   | 3.000 | 2.200 | 2.100 |